# Ansoáin
Ansoáin (in castigliano) o Antsoain (in basco) è un comune spagnolo di 10 608 abitanti situato nella comunità autonoma della Navarra.
Nel 1996 il territorio comunale venne suddiviso dando luogo a due nuovi comuni: Berrioplano e Berriozar.